# Crotalaria manongarivensis
Crotalaria manongarivensis är en ärtväxtart som beskrevs av René Viguier. Crotalaria manongarivensis ingår i släktet sunnhampor, och familjen ärtväxter. Inga underarter finns listade i Catalogue of Life.